# Sidney de Souza (sprinter)
Sidney Telles de Souza (ur. 26 lipca 1966 w Cornélio Procópio) – brazylijski lekkoatleta specjalizujący się w sprincie, złoty medalista mistrzostw Ameryki Południowej, dwukrotny złoty medalista mistrzostw ibero-amerykańskich, uczestnik igrzysk olimpijskich w Barcelonie.

## Kariera
W 1989 roku był członkiem brazylijskiej sztafety 4 × 400 m, która na mistrzostwach Ameryki Południowej wywalczyła tytuł wicemistrzowski. Trzy lata później wziął udział w rozgrywanych w Sewilli mistrzostwach ibero-amerykańskich, w czasie których zdobył złoty medal w biegu na 400 m i srebrny w sztafecie 4 × 400 m.
W czasie igrzysk olimpijskich w Barcelonie reprezentował swój kraj w trzech konkurencjach. Indywidualnie odpadł w półfinale biegu na 200 m (zajął w grupie 7. miejsce z czasem 20,88) oraz ćwierćfinale biegu na 400 m (zajął w grupie 5. miejsce z czasem 45,55), z kolegami z drużyny zaś wystąpił w sztafecie 4 × 400 m, która awansowała do finału i ostatecznie uplasowała się z czasem 3:01,61 na 4. miejscu.
W 1993 roku wystąpił na halowych mistrzostwach globu, w ich trakcie wystąpił w konkursie biegu na 200 m, który zakończył na etapie eliminacji (w konkurencji biegu na 400 m nie wystartował, pomimo że był zgłoszony do startu). Podczas mistrzostw świata rozgrywanych w Stuttgarcie zajął w swej grupie 8. miejsce w ćwierćfinale biegu na 200 m. W 1994 roku ponownie okazał się złotym medalistą mistrzostw ibero-amerykańskich (tym razem w sztafecie 4 × 400 m), trzy lata później zaś zdobył jedyny w karierze złoty medal mistrzostw Ameryki Południowej (w sztafecie 4 × 100 m).
W 1994 roku sięgnął po tytuł mistrza kraju w konkurencji biegu na 100 m.

## Rekordy życiowe
- bieg na 100 m – 10,27 (23 maja 1997, Rio de Janeiro)
- bieg na 200 m – 20,40 (30 sierpnia 1992, Presidente Prudente)
- bieg na 400 m – 45,38 (18 lipca 1992, Sewilla)
- sztafeta 4 × 100 m – 38,48 (12 sierpnia 1995, Göteborg)
- sztafeta 4 × 400 m – 3:01,38 (7 sierpnia 1992, Barcelona)

Halowe
- bieg na 200 m – 21,30 (13 marca 1993, Toronto)

Źródło: 